# Infurcitinea minuscula
Infurcitinea minuscula är en fjärilsart som beskrevs av László Anthony Gozmány. Infurcitinea minuscula ingår i släktet Infurcitinea och familjen äkta malar. Inga underarter finns listade i Catalogue of Life.